# Ceyda Düvenci
Ceyda Düvenci turska je glumica rođena 16. travnja 1977. godine u Bursi u Turskoj. Najpoznatija je po ulozi Bennu Ataman u turskoj seriji Tisuću i jedna noć. Ceyda je kći poznatog turskog glumca Ismaila Düvencija. On i Ceydina majka Emerald Düvenci mnogo su se zalagali za kćerino obrazovanje. Nakon osnovne, Ceyda ide u srednju školu u Istanbulu. Godine 2000. godine, udaje se za Kaana Girgina, da bi 2002. godine uslijedila rastava braka. Drugi se puta udala 17. kolovoza 2008. godina za Engina Akgüna.

## Filmografija
- (2010.) - Zmajeva zamka - Cavidan Sonay
- (2006. – 2008.) - Tisuću i jedna noć - Bennu Incoglu
- (2006.) - Čežnja - Beyhan
- (2004.) - Hosgeldin život
- (2004.) - Uragan ljudi - Cemre
- (2004.) - Jasna od samog početka - Kiraz
- (2003.) - Jesen Abdulhamita
- (2003.) - Okrutan - Sudenaz
- (2002.) - Bolestan sam liječnik - Ceyda
- (1998.) - Sve će biti dobro - Ayla Camli
- (1998.) - Oprosti nam,učiteljice
- (1997.) - Takva - Gül